# Moliagul

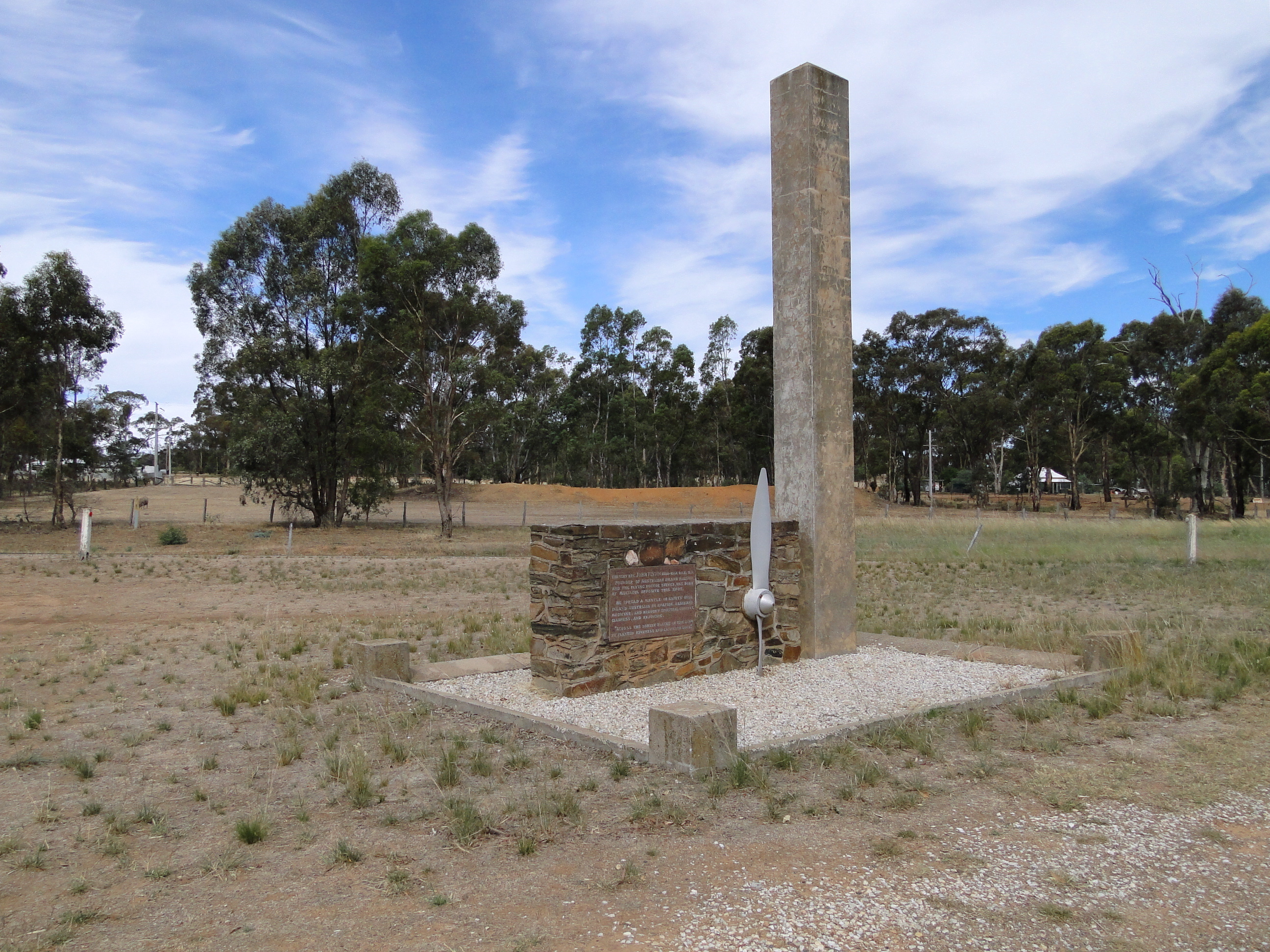
John Flynn-Denkmal

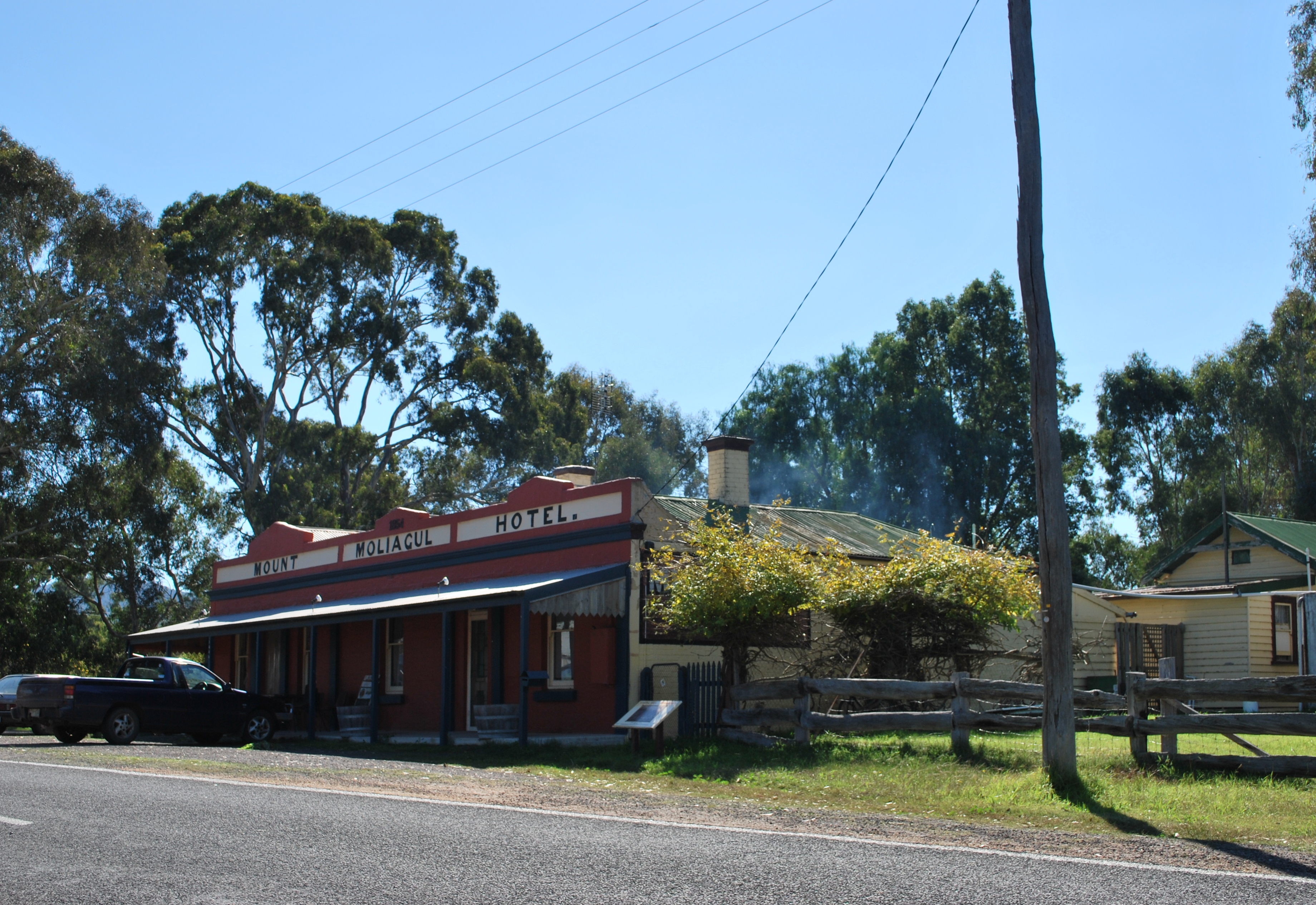
Mount Moliagul Hotel

Moliagul ist ein kleiner Verwaltungsbezirk in Victoria, Australien.

## Lage
Der Ort liegt ca. 200 km nordwestlich von Melbourne und 60 km westlich von Bendigo. Der Mount Moliagul erhebt sich von der Stadt deutlich sichtbar und bietet einen hervorragenden Blick über die Umgegend.

## Geschichte
Der Name leitet sich vermutlich von einer Verkürzung des Aborigine-Wortes „moliagulk“ ab, was so viel wie „hölzerner Hügel“ heißt.
Die Gegend ist für ihre bemerkenswerten Entdeckungen von Gold Nuggets bekannt, darunter auch der weltgrößte Fund, das Welcome-Stranger-Nugget, welches 1869 von John Deason und Richard Oates gefunden wurde.
Einst eine prosperierende Goldsucher-Stadt, ist Moliagul heute eine Geisterstadt mit vereinzelten verfallenen Häusern. 1855 lebten auf dem Höhepunkt des Victorianisches Goldrauschs 16.000 Menschen in Moliagul. Das örtliche Postamt eröffnete am 15. November 1858 und schloss 1971.
Die Stadt besteht aus verfallenen Wohnungen und kleinen Farmen, einem (mittlerweile geschlossenen) Hotel, einem Museum, der alten Schule (heute ein Saal) und einer früheren Kirche. Es gibt zahlreiche historische Sehenswürdigkeiten, wie zum Beispiel das Steindenkmal für Reverend John Flynn, Gründer des Royal Flying Doctor Service of Australia, welcher 1880 in Moliagul geboren wurde.
Auf dem nahegelegenen Friedhof befinden sich die Grabsteine vieler Familien, wie zum Beispiel derer der Familie Deasion, welche bis in die Zeiten des Goldrauschs zurückdatieren. Auf einem Bereich weniger Kilometer finden sich viele ehemalige Goldgräberstellen, darunter die des Welcome Stranger.